# Hubert Reymond

Hubert Reymond im Ständerat (1992)

Hubert Reymond (* 1. Oktober 1938, heimatberechtigt in L’Abbaye) ist ein Schweizer Politiker (LPS).
Reymond wurde per 26. November 1979 in den Ständerat gewählt und vertrat dort bis am 3. Dezember 1995 den Kanton Waadt. Vom 28. November 1988 bis 27. November 1989 war er Präsident des Ständerats.